# Василівське (Калінінградська область)
Василівське (рос. Василевское) — селище Гур'євського міського округу, Калінінградської області Росії. Входить до складу Храбровського сільського поселення.
Населення — 63 особи (2015 рік).

## Населення
| 2002 | 2010 |
| ---- | ---- |
| 15   | ↗63  |